# Siegel-Schwall Band
La Siegel-Schwall Band è una blues band di Chicago, Illinois. La band fu costituita nel 1964 da Corky Siegel (armonica a bocca e pianoforte) e da Jim Schwall (chitarra) ed è ancora occasionalmente in attività.

## Storia della band
Corky Siegel e Jim Schwall erano entrambi studenti alla Roosevelt University, dove Siegel studiava sassofono e Schwall chitarra. Il background musicale di Schwall era più orientato verso la musica country mentre Siegel era più interessato al blues. Una volta assieme unirono i due generi, producendo un blues più morbido rispetto a quello della Butterfield Blues Band o di John Mayall. La band si completò poi con Shelly Plotkin alla batteria e Rollo Radford al basso. Quest'ultimo aveva già suonato con Martha and the Vandellas e Sun Ra.
La band divenne la band ufficiale del Pepper's Lopunge nel South Side di Chicago.
Tutti i più importanti blues man di Chicago passarono con Corky e Jim al Pepper's, tra gli altri Junior Wells, Buddy Guy, Billy Boy Arnold, Little Walter, Muddy Waters, Magic Sam, Otis Spann, Bo Diddley, Lazy Lester e Sam La. La band si spostò poi al Big John's nella centro storico di Chicago, prendendo il posto della band ufficiale del locale, la Butterfield Blues Band che aveva appena iniziato un lungo tour.
Nel 1965, Sam Charters siglò un contratto per la band con la Vanguard Records. Nel 1966 uscì il loro primo album e nel 1969 iniziarono un tour su scala nazionale. 
Benché non avessero il grande successo commerciale di band come quella di Paul Butterfield o di John Mayall, riuscirono a tenere affollati concerti nei più famosi locali dell'epoca come il Fillmore West.
In quel periodo la Siegel-Schwall Band divenne anche la prima blues band ad essersi esibita con un'orchestra sinfonica. Con la San Francisco Symphony Orchestra eseguirono infatti: Three Pieces for Blues Band and Symphony Orchestra. L'autore della piece era William Russo, il direttore d'orchestra Seiji Ozawa. Dopo 4 album con la Vanguard, la band firmò con la Wooden Nickel, un'etichetta di Chicago distribuita dalla RCA. Il loro primo album con la nuova etichetta vinse nel 1973 un Grammy Award per la miglior copertina.
La band si sciolse nel 1974 subito dopo l'uscita dell'album R.I.P. Siegel/Schwall e si riunì nuovamente nel 1987 sotto contratto con la Alligator Records per la quale uscì un live nel 1998.
Tuttora la band continua a tenere concerti anche se in modo sporadico. Schwall è stato anche candidato sindaco, non eletto, di Madison, Wisconsin. Con etichetta Alligator la Siegel-Schwall Band pubblicò nel 2005 un secondo album, Flash Forward,  che entrò nella top 15 della Billboard Blues Albums Chart.

Nel 2007 Siegel ha pubblicato un libro: Let Your Music Soar: The Emotional Connection. Attualmente insegna musica alla Chicago Public School, dove tiene anche affollati concerti.

## Discografia

### Album studio e live
- The Siegel-Schwall Band, Vanguard, 1966
- Say Siegel-Schwall, Vanguard, 1967
- Shake!, Vanguard, 1968
- Siegel-Schwall '70, Vanguard, 1970
- The Siegel-Schwall Band, Wooden Nickel, 1971
- Sleepy Hollow, Wooden Nickel, 1972
- 953 West, Wooden Nickel, 1973
- Three Pieces for Blues Band and Orchestra, Deutsche Grammophon, 1973
- Live: The Last Summer, Wooden Nickel, 1974
- R.I.P. Siegel/Schwall, Wooden Nickel, 1974
- The Siegel-Schwall Reunion Concert, Alligator, 1988
- Flash Forward, Alligator, 2005

### Raccolte
- The Best of Siegel-Schwall, Vanguard, 1974
- Where We Walked (1966–1970), Vanguard, 1991
- The Wooden Nickel Years (1971–1974), Varèse Sarabande, 1999
- The Complete Vanguard Recordings and More, Vanguard, 2001
- Vanguard Visionaries, Vanguard, 2007